# Merchtem
Merchtem ist eine belgische Gemeinde in der Region Flandern. Sie liegt in der Provinz Flämisch-Brabant und gehört zum Arrondissement Halle-Vilvoorde. Die Gemeinde besteht aus den Ortsteilen Brussegem, Hamme und Merchtem.

## Lage
Merchtem liegt 12 Kilometer südöstlich von Dendermonde, 14 km östlich von Aalst, 15 km nordwestlich von Brüssel, 20 km südwestlich von Mechelen und 36 km ostsüdöstlich von Gent.
Die nächsten Autobahnabfahrten befinden sich bei Meise an der A12, Wemmel am Brüsseler Autobahnring und im Süden bei Ternat an der A10/E 40.
Merchtem hat eine Bahnstation an der Nebenstrecke Lokeren – Dendermonde – Merchtem – Brüssel.
In Dendermonde, Mechelen und Aalst gibt es weitere nahegelegene Regionalbahnhöfe und in Brüssel, Gent und Antwerpen Bahnhöfe von überregionaler Bedeutung. 

Der nächste internationale Flughafen liegt nahe der Hauptstadt Brüssel.

## Söhne und Töchter der Gemeinde
- August de Boeck (1865–1937), Komponist und Organist
- Albert Heremans (1906–1997), Fußballspieler
- Jan De Valck (1929–2010), Radrennfahrer
- Firmin De Vleminck (1945–2007), Radrennfahrer

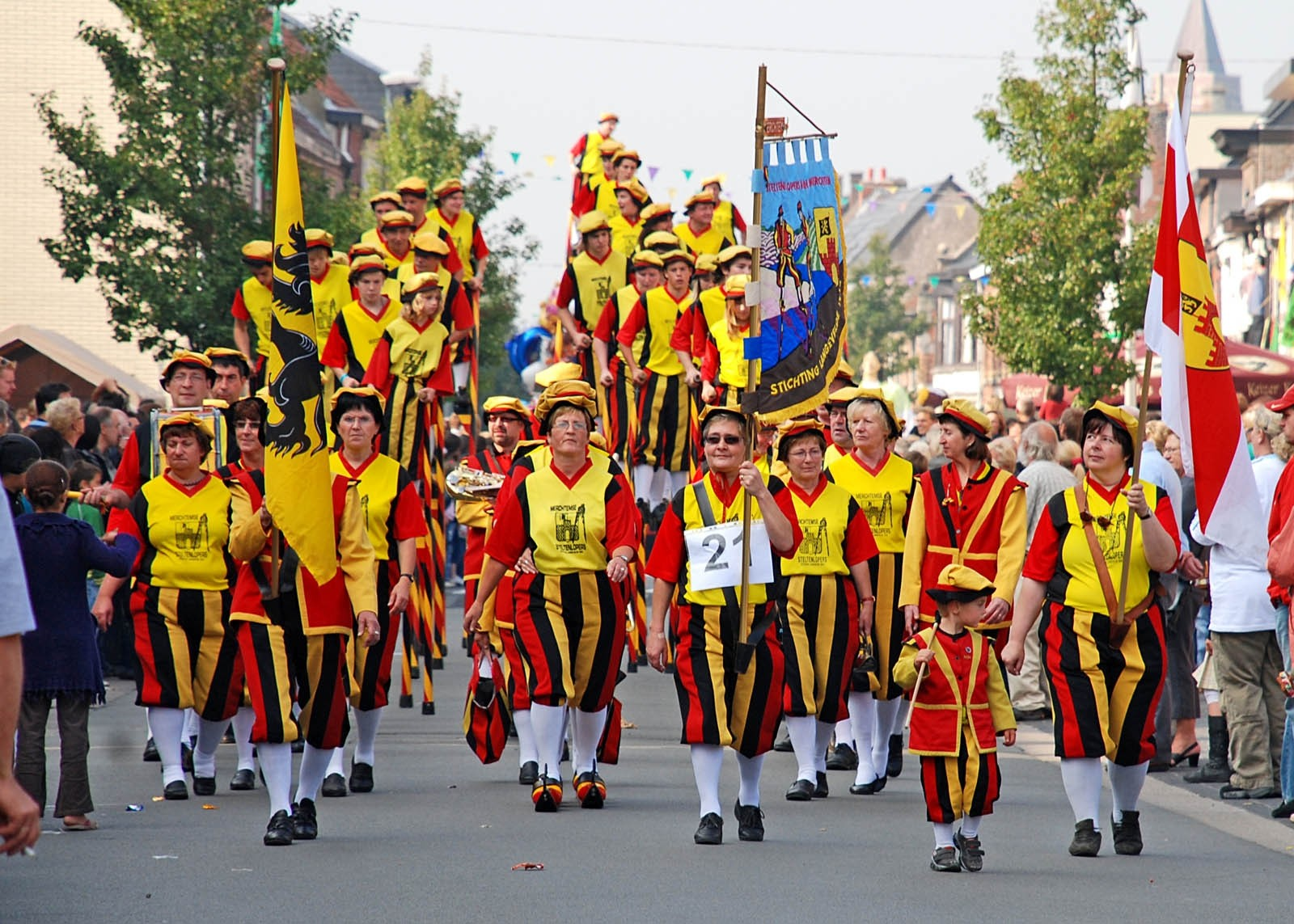
Die Stelzenläufer
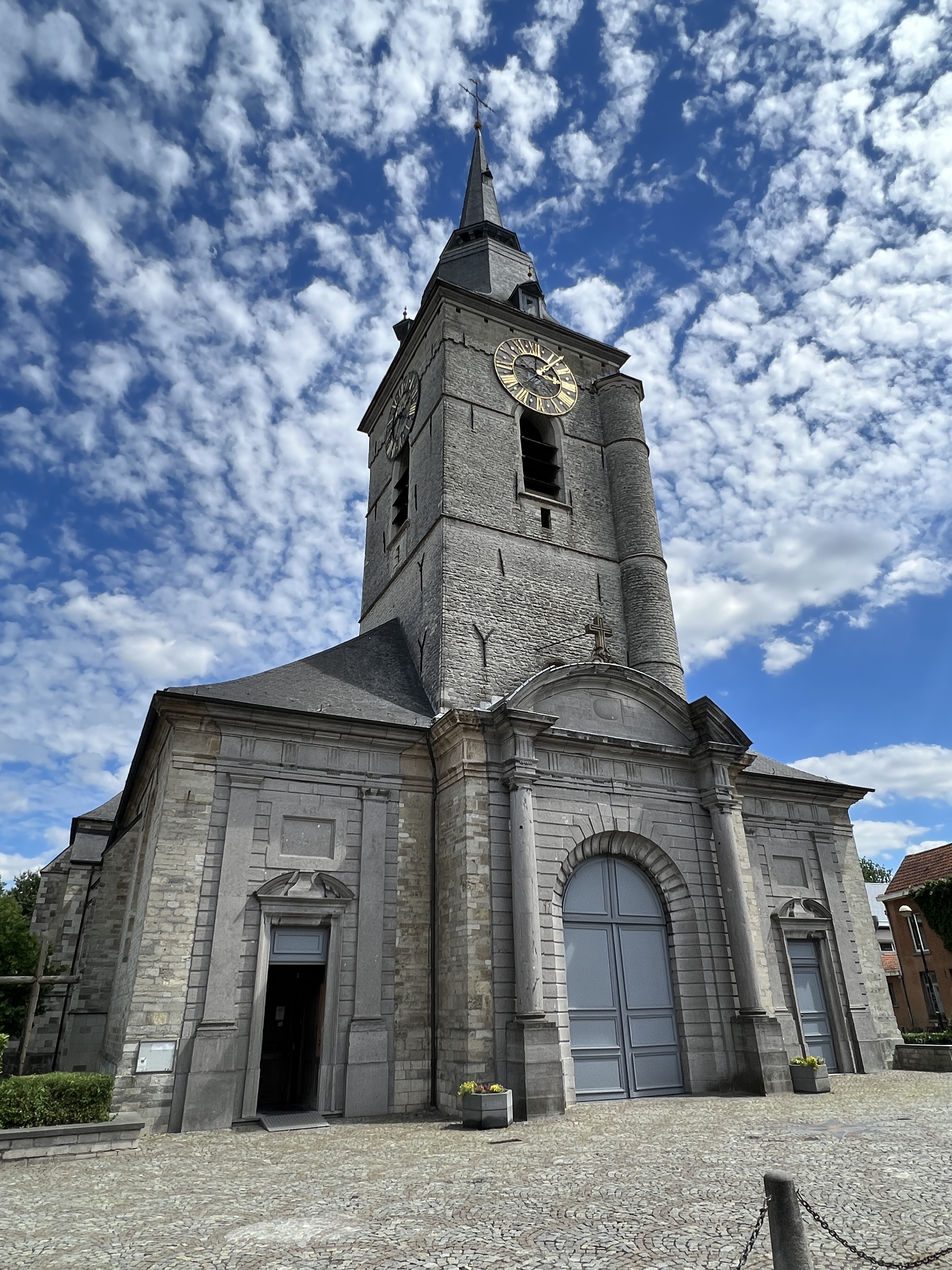
Die katholische Pfarrkirche Onze-Lieve-Vrouw